# Шапиро, Адольф Яковлевич
Адольф Яковлевич Шапиро (род. 4 июля 1939, Харьков, Украинская ССР) — советский, латвийский и российский режиссёр, театральный педагог, драматург, профессор. Народный артист Латвийской ССР (1986), Заслуженный деятель искусств Российской Федерации (2019). Лауреат Государственной премии Латвийской ССР.

## Биография
Адольф Шапиро окончил режиссёрский факультет Харьковского театрального института, затем продолжил обучение в Москве в высшей режиссёрской лаборатории М. Кнебель.
С 1962 по 1992 год работал в Латвии, где возглавлял Государственный театр юного зрителя Латвийской ССР имени Ленинского комсомола (ТЮЗ). Среди самых значительных работ А. Шапиро: «Иванов» и «Леший» А. Чехова, «Город на заре» А. Арбузова, «Лес» А. Островского, «Золотой конь» Я. Райниса, «Пер Гюнт» Г. Ибсена, «Принц Гомбургский» Г. Клейста, «Страх и отчаяние в Третьей империи» Б. Брехта, «А завтра была война» Б. Васильева, «Демократия» И. Бродского и другие спектакли.
Этот театр, имевший два здания и две труппы (русскую и латышскую), имел уникальную организационную структуру и был широко известен как у себя в стране, так и за рубежом. Он был дипломантом многочисленных международных фестивалей, специально для него писали пьесы крупные российские драматурги.
В Риме на европейском Фестивале «Театр на экране» получил Гран-при и Золотую медаль за «Изобретение вальса» по В. Набокову.
Адольф Шапиро преподавал в рижской Консерватории, где выпустил три актёрских курса и один режиссёрский.
В 1990 году был избран Всемирным Президентом Международной Ассоциации театров для детей и молодёжи (АССИТЕЖ), с 1994 г. является Президентом Российского Центра АССИТЕЖ.
С 1993 года Адольф Шапиро работает как независимый режиссёр и театральный педагог.
Преподавал и вёл мастер-классы в:
- США — Гарвардский Университет, Карнеги-Меллон Университет, Индианапольский Университет, Чикагский Университет[3]., Летняя театральная школа Станиславского (совместный проект МХАТа им. Чехова и Гарвардского Университета).
- Германии —Мюнхен (Баварский Национальный Театр[2]).Берлин, Бад-Пирмонт.
- Польше — театр «Охота»
- Израиле — театр «Гешер», театр «Идишпиль»
- Франции — Национальная Высшая Школа Искусств и Техники Театра ENSATT (Лион)
- Италии — Bi-annual Festival METHODIKA[3]
- Бразилии — театральная компания «FunArte»
- Китае — Театральная академия, Шанхай (Shanghai Theatre Academy)
- Греции — Афины (при постоянном сотрудничестве с Центром Развития и Культуры «AVANTGARDE»), Дельфы (European Cultural Centre of Delphi Европейский культурный центр в Дельфах), Метеоры, о. Сирос

Много работает в Эстонии.
В 2003 году избран почётным Доктором Департамента исполнительских искусств Таллиннской театральной Академии и Колледжа искусств г. Вильянди.
В 2007 году был назначен руководителем художественных проектов Театра юных зрителей им. А. А. Брянцева.
В 2011 году избран почётным Доктором Шанхайской Театральной академии.
Является автором пьес, идущих в России и за рубежом и книг «Антр-Акт», «Как закрывался занавес» (премия журнала «Дружба народов» за лучшую публикацию года).
В связи с 70-летием получил поздравление от Президента России.
В марте 2014 года вместе с рядом других деятелей культуры выразил своё несогласие с политикой российской власти в Крыму.

## Звания и награды
- Народный артист Латвийской ССР (1986)
- Лауреат Государственной премии Латвии[3]
- Лауреат международной премии им. К.С. Станиславского
- Лауреат премии мэрии Москвы в области литературы и искусства (спектакль «Последние» М. Горького театр-студия п/р О. П. Табакова)
- Лауреат фестиваля «Балтийский дом» (лучшая режиссёрская работа, спектакль «Трёхгрошовая опера» Б.Брехта, Линнатеатр, Таллин)[7]
- Лауреат премии Союза театральных деятелей России «Гвоздь сезона» 2008 г. — Гран-при (спектакль Малого театра России «Дети солнца» М. Горького), спектакль МХТ им. Чехова «Мефисто»- 2015 г.
- Литературная премия журнала «Дружба народов» за лучшую публикацию года (книга «Как закрывался занавес»).
- Орден Pro Terra Mariana за вклад в культуру государства Эстония (2002)[2]
- Национальная театральная премия «Золотая маска» (2010) — опера «Лючия ди Ламмермур» Г. Доницетти (Музыкальный театр им. К.С. Станиславского и Вл. И. Немировича-Данченко) — лучший оперный спектакль
- Почётный диплом Законодательного Собрания Санкт-Петербурга (16 сентября 2009 года) — за выдающийся личный вклад в развитие культуры и искусства в Санкт-Петербурге, плодотворную многолетнюю профессиональную деятельность и в связи с 70-летием со дня рождения[8].
- Орден Дружбы (24 февраля 2011 года) — за заслуги в развитии отечественной культуры и искусства, многолетнюю плодотворную деятельность[9].
- Орден Трёх Звёзд III степени за вклад в культуру государства Латвия (2011).
- Приз Спидола[что?][источник не указан 612 дней].
- Лауреат зрительской премии «Живой театр» в номинации «Режиссёр: мэтры» (2012).
- Заслуженный деятель искусств Российской Федерации (13 июня 2019 года) — за большой вклад в развитие отечественной культуры и искусства, многолетнюю плодотворную деятельность[10].
- Лауреат премии «Золотая маска» в номинации «За выдающийся вклад в развитие театрального искусства» (2022)[11].

В связи с 70-летием получил поздравление от Президента России.

## Спектакли

### Рига
- «Двадцать лет спустя» М. А. Светлова (1964)
- «Город на заре» А. Арбузова (1970)
- «Чукоккала» (по произведениям К. И. Чуковского, 1971)
- «Человек, похожий на самого себя» З.Паперного (1972)
- «Бумбараш» по рассказам А.Гайдара (1974, 1981), сценография Александра Орлова
- «Ночь после выпуска» Владимира Тендрякова (1976), сценография Александра Орлова
- «Сказки Пушкина» (1977), сценография Александра Орлова
- «Остановите Малахова» В.Аграновского (1978), сценография Александра Орлова
- «Принц Гомбургский» Г. Клейста (1980), сценография Александра Орлова
- «А всё таки она вертится? Или Гуманоид в небе мчится» Александра Хмелика (1980, 1985), сценография Александра Орлова
- «Победительница» А. Арбузова (1982)
- «Рваный плащ» С. Бенелли (1984)
- «Лес» А. Н. Островского (1984)
- «Завтра была война» по Б. Васильеву (1986)
- «Иванов» А. Чехова (1975)
- «Леший» А. Чехова (1982)
- «Демократия!» И. Бродского (1991)

На латышском языке:
- «Золотой конь» Я. Райниса (1976)
- «Снежные горы» Г. Приеде (1986)
- «Пер Гюнт» Г. Ибсена (1979)
- «Живая вода» Залите (1988)
- «Страх и отчаяние Третьей империи» Б. Брехта (1985)

### Москва
Московский Художественный театр имени А. П. Чехова
- 1988 — «Кабала святош» М. Булгакова (Людовик — Иннокентий Смоктуновский, Мольер — Олег Ефремов, Бутон — Олег Табаков), вторая постановка 2001 год (Мольер — Олег Табаков).
- 2004 — «Вишнёвый сад» А. П. Чехова[12][13] с Ренатой Литвиновой в роли Раневской.
- 2010 — «Обрыв» И. Гончарова;[3] — высшая национальная театральная премия «Золотая маска» за лучшее исполнение женской роли — Ольга Яковлева (Бабушка).
- 2015 — «Мефисто» по мотивам романа Клауса Манна «Мефистофель»

Государственный академический театр имени Е. Вахтангова
- 1987 — «Кабанчик» В. Розова
- 1994 — «Милый лжец» Д. Килти

Российский академический молодёжный театр
- 1995 — «Принцесса Греза» Э. Ростана
- 2011 — «Rock`n`roll» Т. Стоппарда

Московский театр «Et Cetera»
- 2007 — «451 градус по Фаренгейту» Рэя Бредбери
- 2018 — «Это так (если вам так кажется)», Луиджи Пиранделло.

Московский академический музыкальный театр имени К. С. Станиславского и Вл. И. Немировича-Данченко
2009 — опера «Лючия ди Ламмермур» Г. Доницетти — высшая национальная театральная премия «Золотая маска» за лучший оперный спектакль, лучшая женская партия — Хибла Герзмава — Лючия, лучшие костюмы в музыкальном театре — Елена Степанова.
Большой театр России
- 2016 — опера «Манон Леско» Джакомо Пуччини. Партию Манон Леско исполнила Анна Нетребко — специальный приз высшей национальной театральной премии «Золотая маска» за лучший оперный дуэт Анна Нетребко и Юсиф Эйвазов.

Другие театры
- «Последние» М. Горького (Театр-студия под руководством Олега Табакова, 1995) — высшая национальной театральной премия «Золотая маска» — лучшая женская роль — О. Яковлева (Софья Коломийцева), спец-приз жюри — О. Табаков (за исполнение роли Ивана Коломийцева).
- «В баре токийского отеля» Т. Уильямса (Театр имени Вл. Маяковского, 1996)
- «На дне» М. Горького (Театр-студия под руководством Олега Табакова, 2000) — спектакль-номинант национальной театральной премии «Золотая маска».
- «Дети Солнца» М. Горького (Малый театр России, 2008) — премия СТД РФ «Гвоздь сезона» Гран-при.

### Самара
- «Бумбараш» мюзикл Ю.Кима, В.Дашкевича (Самарский театр юного зрителя «СамАрт», 1997), высшая национальная театральная премия «Золотая маска» за лучшую работу художника — Ю.Хариков
- «Мамаша Кураж» Б. Брехта (Самарский театр юного зрителя «СамАрт», 2001), спектакль —высшая национальная театральная премия «Золотая маска» за лучшую работу художника — Ю.Хариков

### Санкт-Петербург
- «Вишнёвый сад» А. Чехова (БДТ им. Товстоногова, 1993)
- «Лес» А.Островского (БДТ им. Товстоногова[4], 1998)
- «Король Лир» В.Шекспира (Театр Юных зрителей им. А. А. Брянцева, 2010) — «Золотой софит» за лучшую мужскую роль — Сергей Дрейден — Лир
- «Вино из одуванчиков, или Замри» (Театр юных зрителей им. А. А. Брянцева, 2014)

### Таллин
- «Вишнёвый сад» А.Чехов (Noorsooteatris, 1971)
- «Три сестры» А. Чехов (Таллиннский Государственный Академический театр драмы им. В. Кингисеппа, 1973)
- «Живой труп» Л. Толстой (Таллиннский Государственный Академический театр драмы им. В. Кингисеппа, 1980)
- «Кто боится Виржинии Вульф» Э.Олби (Пярнуский Театр Драмы им. Лидия Койдула, 1977)
- «Трёхгрошовая опера» Б.Брехт (Таллиннский Линнатеатр, 1998) — Лауреат Фестиваля «Балтийский Дом», премия за лучшую режиссуру.[7]
- «Отцы и дети» И. Тургенев, (Таллинский Линнатеатр, 2003) — премия Фонда Культуры Эстонии за лучший спектакль
- «Это так, если вам так кажется» Л.Пиранделло (Таллиннский Линнатеатр, 2006)
- «Возвращение к отцу» М. Кыйв (Таллиннский Линнатеатр, 2015)[14]

### Постановки за рубежом
- Венесуэла — «Ревизор», Н. Гоголь, 1990
- Никарагуа — «Вишнёвый сад», А. Чехов[2], 1988
- США — «Три сестры», 2003, А. Чехов, «Чехов. Постскриптум», 2016, «Великая капитуляция. Вечер Бертольда Брехта», 2017
- Польша — «Датская история» по мотивам Х. К. Андерсена, 1992
- Израиль — «Трёхгрошовая опера», 2002, Б. Брехт, «Последняя любовь», И. Б. Зингер, 2005
- Франция — «Работа актёра над собой», 2006, К. Станиславский, «Это так, если вам так кажется», Л.Пиранделло, 2005
- Бразилия — «Пространство Чехова», 2010, «Отцы и дети» И.Тургенев, 2012
- Китай — «Дядя Ваня» А. Чехов, 2013
- Греция — «Роза», М. Шерман, 2011, «Старые времена» Г. Пинтер, 2014 (главные роли в двух постановках сыграла звезда греческого театра и кино Зои Ласкари).